# Bugatti Automobili
Bugatti Automobili war ein italienischer Automobilhersteller in Campogalliano. Er wurde 1987 durch Romano Artioli gegründet, der mit der Übernahme der Namensrechte eine Neubelebung der von Ettore Bugatti begründeten Marke Bugatti (bestehend 1909–1963) vornahm. Das Unternehmen bestand bis 1998, als der Volkswagenkonzern die Design- und Namensrechte übernahm. Seitdem existiert Bugatti als Bugatti Automobiles S.A.S.

## Unternehmensgeschichte

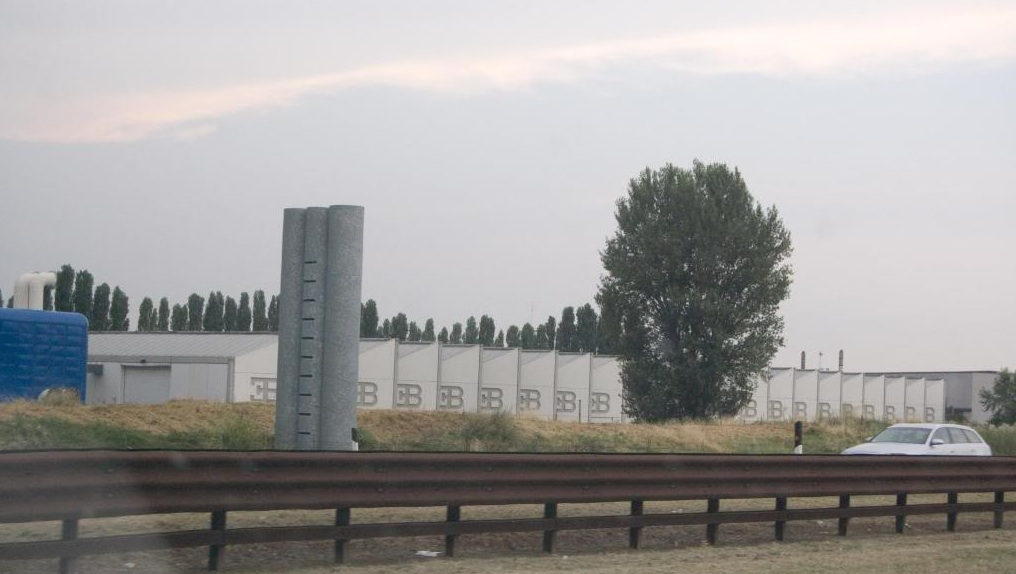
Blick auf die Montagehallen (rechts) und die Motoren-Abteilung (linke Seite) der Bugatti-Werke in Campogalliano. Die Fabrik ist seit 1998 geschlossen

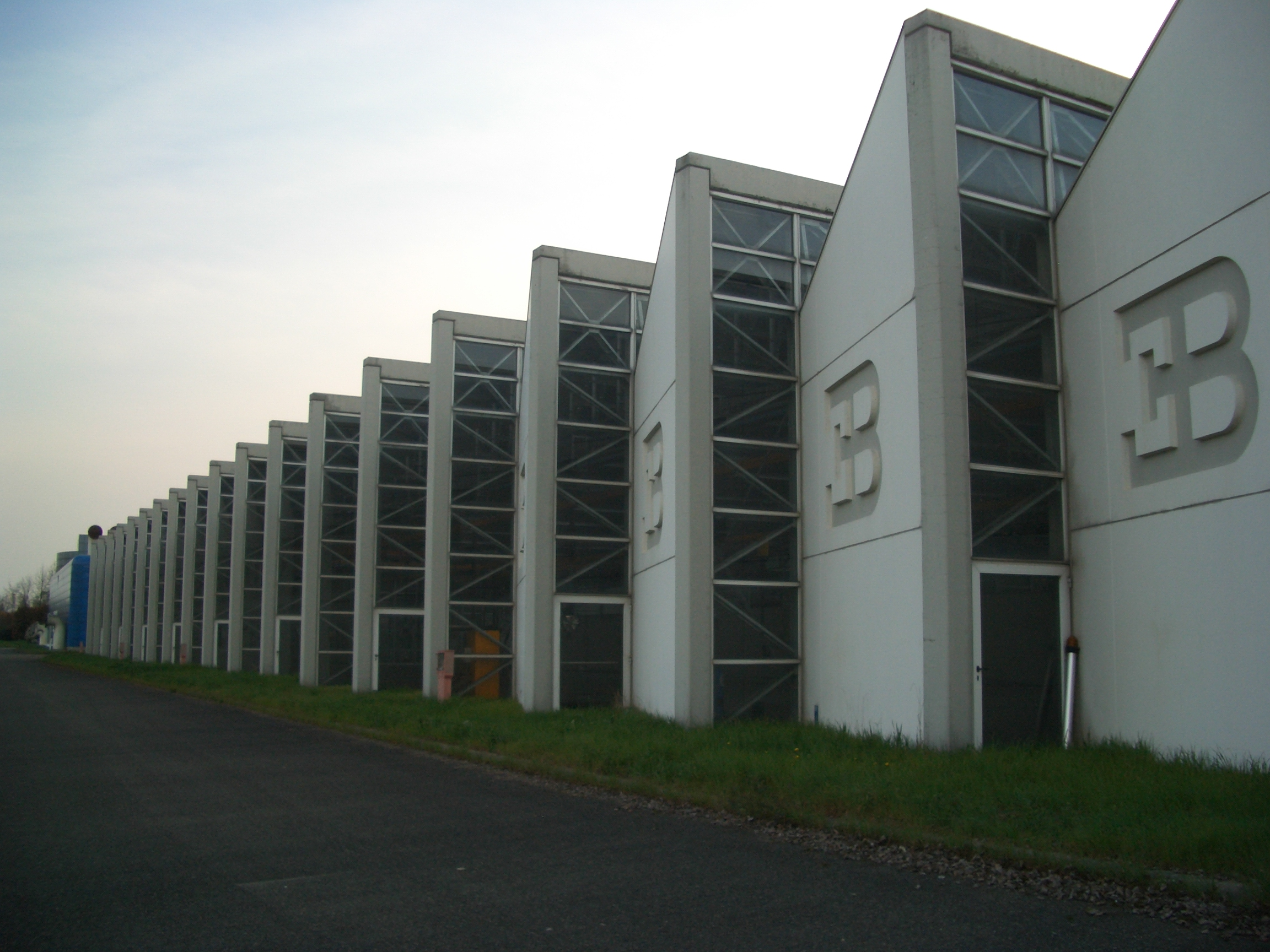
Ehemalige Montagehallen in Campogalliano aus der Nahperspektive, 2007

1987 kaufte der italienische Unternehmer Romano Artioli die Namensrechte an Bugatti und gründete die Bugatti Automobili SpA. Die neue Gesellschaft ließ den Architekten Giampaolo Benedini in Campogalliano, Italien, einer Stadt nahe bei Modena, der Heimat traditionsreicher Leistungs- und Sportwagenhersteller wie Ferrari, De Tomaso, Lamborghini und Maserati, eine moderne Fabrik planen und auch bauen.
1989 präsentierte Paolo Stanzani, der  Designer der Lamborghini Miura und Countach, Pläne für die Wiederbelebung von Bugatti. Der erste fertiggestellte Wagen wurde Bugatti EB110 GT genannt, angekündigt als der technisch am weitesten fortgeschrittene Supersportwagen, den es je gegeben habe. Tatsächlich ist der allradgetriebene EB 110 einer der fahrsichersten Supersportwagen, die jemals gebaut wurden. Die „110“ im Namen stand für den 110. Geburtstag des Firmengründers Ettore Bugatti im Jahr 1991, in dem der EB110 GT auf den Markt kommen sollte.
Am 27. August 1993 kaufte Romano Artioli über seine Holdinggesellschaft ACBN Holdings S. A. in Luxemburg Lotus Cars von General Motors. Der Kauf brachte zwei der größten Namen in der Automobil-Renngeschichte zusammen. Pläne entstanden, die Gesellschaftsanteile an internationalen Börsen einzuführen. Außerdem wurde 1993 der Prototyp einer viertürigen Sportlimousine mit Namen EB112 in Genf vorgestellt, die speziell für den US-Markt entwickelt wurde. 1994 erschien auf Basis des EB110 GT die gewichtsreduzierte und kraftvollere Variante EB110 Supersport.
In der Zeit, als der EB110 auf den Markt kommen sollte, befanden sich die europäische und nordamerikanische Wirtschaft in einer Rezession und der Geschäftsbetrieb schlug im September 1995 fehl. Zu diesem Zeitpunkt waren die Entwicklungen für den EB112 in vollem Gange, mussten nun aber abgebrochen werden. Das Konzept diente als Basis für die beiden ersten Italdesign-Entwürfe für Volkswagen, die Modelle EB118 und EB218. Das noch nicht komplettierte Chassis des EB110 sowie alle Ersatzteile und Werkzeuge, sowohl zum Bau als auch zur Wartung des EB110, gingen nach Deutschland in die Hände von Jochen Dauer (bekannt durch Renneinsätze u. a. mit dem Porsche 962C in Le Mans), der aus den Chassis weiterhin fertige Autos baute und diese als Dauer EB110 Supersport verkaufte. Jochen Dauer stellte die Fertigung ein. Die Lagerbestände und große Teile der Ausstattung des Unternehmens, insbesondere alle noch verfügbaren Original-Ersatzteile des Bugatti EB110 sowie des weiterentwickelten Dauer EB110 SuperSport erwarb die Toscana-Motors GmbH in Kaiserslautern.

## Modelle
| Typ               | Bauzeit   | Produzierte Anzahl | Motorbauart           | Anmerkung                                                                                   | Bild |
| ----------------- | --------- | ------------------ | --------------------- | ------------------------------------------------------------------------------------------- | ---- |
| EB 110 GT         | 1991–1995 | etwa 95            | Mittelmotor V12       | 560 PS (411 kW) 3,5-l-V12-Motor mit 4 Turboladern, Vmax 342 km/h, permanenter Allradantrieb |      |
| EB 110 Supersport | 1994–1995 | etwa 20            | Mittelmotor V12       | 611 PS (450 kW) 3,5-l-V12-Motor mit 4 Turboladern, Vmax 355 km/h, permanenter Allradantrieb |      |
| EB 112            | 1993      | mindestens 2       | Front-Mittelmotor V12 | Studie, 455 PS (339 kW), 5,9-l-V12-Motor, Vmax 300 km/h, permanenter Allradantrieb          |      |